# Plethysmochaeta fulgens
Plethysmochaeta fulgens är en tvåvingeart som beskrevs av Rudolf Beyer 1965. Plethysmochaeta fulgens ingår i släktet Plethysmochaeta och familjen puckelflugor. Inga underarter finns listade i Catalogue of Life.